# Greg Ridley
Pour les articles homonymes, voir Ridley.
Alfred Gregory Ridley dit Greg, né le 23 octobre 1947 à Aspatria Cumberland au Royaume-Uni et décédé le 19 novembre 2003 à Alicante en Espagne, était un bassiste britannique. Il a joué avec The V.I.P.'s (en), en compagnie de Mike Harrion et Keith Emerson, puis Spooky Tooth avec Gary Wright, avant de former le groupe Humble Pie avec Steve Marriott, Peter Frampton et le batteur Jerry Shirley.

## Biographie
Très tôt dans sa carrière, il joue sous le nom de Dino en compagnie de "Dino & the Danubes" ainsi qu'avec les "Ramrods". En 1963, avec l'ex-chanteur de "Dino & The Danubes" Mike Harrison, il forme les V.I.P's, avec Frank Kenyon ex-"Ramrods" et Luther Grosvenor à la guitare rythmique, James Henshaw à la guitare solo et Walter Johnstone à la batterie. Puis l'organiste et pianiste Keith Emerson se joint à la formation pour une brève période, suffisamment longtemps toutefois pour enregistrer un maxi-single en 1966 avec trois chansons, Stagger Lee / Rosemarie / Late Night Blues et qui paraitra en 1967. Après quelques changements de personnel, Keith Emerson quitte pour former The Nice et sera remplacé par l'américain Gary Wright et le batteur Walter Johnstone quitte à son tour et c'est Mike Kellie qui prend sa place, ainsi le groupe change de nom et devient Art, qui enregistre l'album de 1967 Supernatural Fayri Tales.  Par la suite, après un autre changement de nom, le groupe devient Spooky Tooth, deux albums sont publiés, It's all about en 1968 et Spooky Two en 1969 puis Greg Ridley quitte et est remplacé par Andy Leigh. La même année, Greg fonde avec Steve Marriott, Peter Frampton et le batteur Jerry Shirley le groupe Humble Pie. Puis Greg, Steve Marriott et Jerry Shirley participent à une session avec B.B. King , et plus tard avec Alexis Korner, qui donnera lieu à une pièce intitulée Alexis' Boogie en 1971, elle paraîtra sur deux albums distincts, d'abord B B King in London puis sur Alexis Korner.  En 1975, après avoir laissé le groupe continuer sans lui, il délaisse le monde la musique pour revenir d'abord en 1997 alors qu'il tente un retour avec Spooky Tooth, un album est enregistré Cross Purpose avec la formation originale réunissant Mike Harrison, Luthor Grosvenor et Mike Kellie mais celui-ci ne paraîtra que deux ans plus tard. Puis il revient au sein de Humble Pie, en compagnie du batteur original de la formation Jerry Shirley, et enregistre l'album "Back on track", une tournée fut projetée, mais lorsque Jerry Shirley tomba gravement malade, la tournée fut annulée et cette formation se sépara. Il fut du concert organisé en mémoire du fondateur Steve Marriott en 2001.
Le 19 novembre 2003, il décède à Alicante en Espagne d'une pneumonie à l'âge de 56 ans.

## Discographie

### The VIP'S
Singles
- She's So Good / Don't Keep Shouting at Me (UK RCA, 1964)
- Mercy Mercy / That's My Woman (1966)
- Wintertime / Anyone (CBS) (1966)
- I Wanna Be Free / Don't Let It Go (Island) (1966)
- Stagger Lee / Rosemarie / Late Night Blues (19967)
- Straight Down to the Bottom / In a Dream (Island) (1967)

Albums Compilations
- Live At Twen Club 1966 & More (1990)
- I wanna be free (1990)
- The Complete VIP's (2007) 2 CD

EP
- 1966 : Stagger Lee / Rosemarie / Late Night Blues - Avec Keith Emerson au piano et à l'orgue.
- 1967 : What's that sound (For what it's worth) / Come on up / Think I'm going weird / Rome take away three - EP

### Art
- Album :
- 1967 : Supernatural Fayri Tales

### Spooky Tooth
- 1968 : It's all about
- 1969 : Spooky Two
- 1999 : Cross Purpose

### Humble Pie
- Albums Studios :
- 1969 : As Safe as Yesterday Is
- 1969 : Town and Country
- 1970 : Humble Pie
- 1971 : Rock On
- 1972 : Smokin'
- 1973 : Eat It
- 1974 : Thunderbox
- 1975 : Street Rats
- 1999 : Humble Pie : The Scrubbers Sessions  (Eagle Records) Enregistré en 1974.
- 2002 : Back on Track
- Albums Live :
- 1971 : Performance Rockin' the Fillmore
- 1995 : King Biscuit Flower Hour Presents: In Concert Humble Pie live 1973 (King Biscuit Entertainment)
- 1996 : In Concert (King Biscuit Entertainment) Réédition du précédent
- 2013 : Performance Rockin' the Fillmore: The Complete Recordings (Omnivore Recordings) Boîtier 4 CD

### Collaborations
- 1971 :  B.B. King in London (en)  de B B King - Avec Alexis Korner, Steve Marriott et Jerry Shirley sur la pièce Alexis' Boogie
- 1971 : Alexis Korner de Alexis Korner - Sur la pièce Alexis' Boogie [1]
- 1976 : Marriott de Steve Marriott - Avec Ian Wallace
- 1996 :Steve Marriott's Scrubbers de Steve Marriott - Avec Ian Wallace